# Tour de l'Aude
Tour de l'Aude var ett sydfranskt etapplopp i landsvägscykling som avhölls i departementet Aude från 1957 till 1986, då det slogs samman med Grand Prix du Midi Libre.

## Podieplaceringar
| År         | Vinnare                  | Tvåa                      | Trea                 |
| 1957       | André Dupré              | Siro Bianchi              | Alfred Tonello       |
| 1958       | Emmanuel Busto           | Arnaud Geyre              | Siro Bianchi         |
| 1959       | Jean Plaudet             | Marcel Queheille          | Roger Napolitano     |
| 1960       | Gérard Thiélin           | René Abadie               | Roger Walkowiak      |
| 1961       | Simon Leborgne           | Henry Anglade             | Joseph Carrara       |
| 1962       | Rolf Wolfshohl           | Ab Geldermans             | Alan Ramsbottom      |
| 1963– 1972 | ej avhållet              | ej avhållet               | ej avhållet          |
| 1973       | Jean-Pierre Parenteau    | Claude Aigueparses        | Bernard Thévenet     |
| 1974       | Cees Bal                 | Barry Hoban               | Jean-Jacques Fussien |
| 1975       | Lucien Van Impe          | Michel Périn              | Joaquim Agostinho    |
| 1976       | Bernard Hinault          | Hubert Mathis             | Patrick Béon         |
| 1977       | Jean-Pierre Danguillaume | Ludo Peeters              | Roy Schuiten         |
| 1978       | Francesco Moser          | René Bittinger            | Eddy Schepers        |
| 1979       | Francesco Moser          | Pierre-Raymond Villemiane | Michel Laurent       |
| 1980       | Marcel Tinazzi           | Patrick Perret            | Ferdi Van Den Haute  |
| 1981       | Phil Anderson            | Palmiro Masciarelli       | Bernard Becaas       |
| 1982       | Bernard Vallet           | Patrick Bonnet            | Bernard Hinault      |
| 1983       | Phil Anderson            | Kim Andersen              | Dominique Garde      |
| 1984       | Pierre-Henri Menthéour   | Joop Zoetemelk            | Pascal Poisson       |
| 1985       | Silvano Contini          | Iñaki Gastón              | Eduardo Chozas       |
| 1986       | Jean-Luc Vandenbroucke   | Czeslaw Lang              | Thierry Marie        |